# Eupithecia cordata
Eupithecia cordata es una especie de polilla de la familia Geometridae. La especie fue descrita por primera vez por Mironov y Galsworthy, habiendo sido descrita en 2004, con distribución en China, especialmente descrita en la provincia de Yunnan.
Es una polilla pequeña con una envergadura de unos 16 a 17 milímetros (0,6 a 0,7 plg). Las alas delanteras y traseras son de color marrón ante pálido.